# Gracula robusta
Gracula robusta (лат.) — певчая птица семейства скворцовых. Встречается на островах Баньяк (Баби, Бангкару и Туангку) и на острове Ниас у западного побережья Суматры.

## Описание
Длина тела составляет 32 см. Жёлтые лоскуты кожи по бокам головы направлены внутрь и вверх, они сходятся на средней линии. Под глазами имеется большой голый участок. Оперение в основном чёрное, с блестящим фиолетовым оттенком на лбу, макушке и теле. Крестец и брюхо бирюзового цвета. Крылья и хвост коричневато-чёрного цвета. На маховых перьях крыльев видны очень большие белые пятна, доходящие почти до оснований перьев. Радужная оболочка глаза коричневая. Голая кожа лица и бородавки желтые. Клюв красный, сильно изогнут. Основание клюва оранжево-красное, а кончик жёлтый. Ноги жёлтые. Половой диморфизм отсутствует. Молодые особи пока не описаны.

## Систематика
Вид был впервые научно описан Томмазо Сальвадори в 1887 году. В 1944 году Сидни Диллон Рипли классифицировал его как подвид священной майны. В 1998 году Крис Фэр и Адриан Крейг вновь присвоили ему статус вида.

## Среда обитания и поведение
Gracula robusta обитают во влажных вечнозелёных лесах на высоте до 100 метров. Об образе жизни этого вида известно немного. Как и большинство скворцовых, вид довольно всеяден, питается фруктами, нектаром и насекомыми. Вид известен своей способностью имитировать звуки, в том числе человеческую речь.

## Охранный статус
МСОП относит Gracula robusta к видам, находящимся под критической угрозой исчезновения. Общая численность популяции оценивается в 250—400 особей, включая 160—270 взрослых птиц. С 1990 года вид считался исчезнувшим на острове Ниас, после того как орнитолог Ник Даймонд не смог найти там ни одной особи после 17-дневных поисков. В 2015 году чешским учёным удалось вновь обнаружить две особи. Популяция на острове Баби вымерла. Главной угрозой является отлов для нелегальной торговли.